# Sędzia i zabójca
Sędzia i zabójca (fr. Le juge et l’assassin) – francuski dramat historyczny z 1976 roku w reżyserii Bertranda Taverniera. Fabułę obrazu oparto na życiorysie seryjnego mordercy Josepha Vachera.
Rok po premierze produkcja zdobyła dwie nagrody Cezara.

## Fabuła
Rok 1893. Sierżant Bouvier strzela do ukochanej, z którą wcześniej się pokłócił. Zostaje on umieszczony w przytułku, następnie uwolniony z powodu szaleństwa. Bouvier włócząc się po miejscowych wioskach zabija i gwałci napotkane osoby. W miejscowości Privas, sędzia Rousseau – mieszkający wraz z matką – zafascynowany jest sprawą. Postanawia on schwytać, oskarżyć i doprowadzić złoczyńcę pod gilotynę.

## Obsada
- Philippe Noiret – sędzia Rousseau
- Michel Galabru – sierżant Joseph Bouvier
- Isabelle Huppert – Rose
- Jean-Claude Brialy – obrońca Villedieu
- Renée Faure – panna Rousseau
- Cécile Vassort – Louise Leseuer
- Jean-Roger Caussimon – uliczny śpiewak
- Jean Bretonnière – deputowany
- Daniel Russo – opiekun prawny

## Produkcja
Zdjęcia kręcono w departamencie Ardèche.